# Radwimps 3: Mujintou ni Motte Ikiwasureta Ichimai
Radwimps 3: Mujintou ni Motte Ikiwasureta Ichimai (яп. RADWIMPS 3 ～無人島に持っていき忘れた一枚～) — третий альбом японской рок-группы RADWIMPS, и первый, который был выпущен мейджор-лейблом Toshiba EMI. Вышел 15 февраля 2006 года.

## Работа над альбомом
Radwimps 3 был записан за три разных сессии, первая из которых началась летом 2005 года. Группа взяла паузу в сентябре 2005 года, так как участники всё ещё должны были посещать старшую школу в октябре. Вокалист Ёдзиро Нода чувствовал, что раздельные сессии сделали процесс записи намного более свежим и то, что он мог вложить силу в каждую записанную группой песню. Этот метод записи отличался от того, что они делали с первыми двумя альбомами, которые были коллекциями накопленных песен. Басист Юсукэ Такэда отметил, как их прошлый метод делал запись альбома похожей на работу и то, что процесс был унылым. Запись Radwimps 3 была закончена в декабре 2005 года. Другим новым аспектом записи, которые группа попробовала с Radwimps 3 было то, что все участники коллектива записывали каждый инструмент одновременно, а не раздельно, как это было раньше. RADWIMPS считали, что такой метод помогал участникам понять «чувство» группы.
Нода чувствовал, что самым важным аспектом альбома были слова песен.
Первый сингл, который они выпустили под лейблом Toshiba EMI стал «Nijuugoko-me no Senshokutai» и был попыткой Ёдзиро Ноды «выразить мир музыки» и находил сложным заполнить песню ритмом или пространством. Следующий сингл «EDP (Tonde Hi ni Iru Natsu no Kimi)» был создан по концепту, в котором группа делает непонятную песню. У акронима EDP нет конкретного значения.
Альбом содержит 12 композиций, шесть из которых написаны полностью на японском языке, две в основном на японском с английскими фразами и четыре в основном на английском с японскими фразами.

## Продвижение и релиз
Первый сингл «Hexun» был выпущен 25 мая 2005 года, когда группа была всё ещё независимой. Первым синглом, выпущенным под новым лейблом стал «Nijuugoko-me no Senshokutai», который вышел 23 ноября 2005 года, а следующий сингл «EDP (Tonde Hi ni Iru Natsu no Kimi)» вышел за месяц до релиза альбома - 18 января 2006 года.
После выхода альбома песня «Otogi» получила видеоклип, режиссёром которого выступил Дайсукэ Симада.

## Коммерческий успех
Альбом дебютировал на 13 месте в чарте альбомов Oricon, вылетев за пределы топ-30 уже на следующей неделе. Однако альбом постоянно находился в топ-300 и продолжал оставаться в нём до конца 2006 года, а вылетел из чарта в сентябре 2008. Альбом начал опять появляться в чартах в январе 2009 года, после чего он время от времени стал возвращаться туда. В итоге альбом провёл в чарте Oricon 161 неделю. Несмотря на то, что в первые недели было продано всего 14 000 экземпляров, общее количество достигло 189 000. Более того, альбом получил платиновую сертификацию RIAJ имея более 250 000 экземпляров отгруженных в магазины по всей Японии.
Песня «Saidai Kouyakusuu» получила золотую сертификацию RIAJ за более чем 100 000 загрузок на сотовые телефоны с момента выхода в феврале 2006 года.

## Список композиций
| №                   | Название                                                                       | Длительность |
| ------------------- | ------------------------------------------------------------------------------ | ------------ |
| 1.                  | «4645»                                                                         | 2:42         |
| 2.                  | «September-san» (セプテンバーさん)                                             | 5:07         |
| 3.                  | «EDP -Tonde Hi ni Iru Natsu no Kimi-» (イーディーピー～飛んで火にいる夏の君～) | 2:58         |
| 4.                  | «Tojita Hikari» (閉じた光)                                                     | 4:28         |
| 5.                  | «Nijuugoko-me no Senshokutai» (25コ目の染色体)                                 | 5:16         |
| 6.                  | «Yayu» (揶揄)                                                                  | 3:36         |
| 7.                  | «Hotaru» (螢)                                                                  | 4:18         |
| 8.                  | «Otogi» (おとぎ)                                                               | 3:28         |
| 9.                  | «Saidai Kouyakusuu» (最大公約数)                                               | 4:34         |
| 10.                 | «Hexun» (へっくしゅん)                                                         | 3:34         |
| 11.                 | «Tremolo»                                                                      | 3:20         |
| 12.                 | «Saigo no Uta» (最後の歌)                                                      | 6:26         |
| Общая длительность: | Общая длительность:                                                            | 49:56        |

## Позиции в чартах
| Чарт                        | Высшая позиция |
| --------------------------- | -------------- |
| Ежедневные альбомы Oricon   | 9              |
| Еженедельные альбомы Oricon | 13             |

## Продажи и сертификации
| Чарт                      | Количество          |
| ------------------------- | ------------------- |
| Физические продажи Oricon | 189 000             |
| Сертификация RIAJ         | Platinum (250 000+) |